# Bulla bermudae
Bulla bermudae är en snäckart som beskrevs av Verrill And Bush 1900. Bulla bermudae ingår i släktet Bulla och familjen Bullidae. Inga underarter finns listade i Catalogue of Life.